# Капітанства Бразилії
Капітанства Бразилії — це капітанства Португальської імперії, створені в «Землі Святого Хреста». Були одиницями адміністративно-територіального поділу; спочатку були спадковими володіннями, але потім стали переходити під королівське управління.

## Створення капітанств

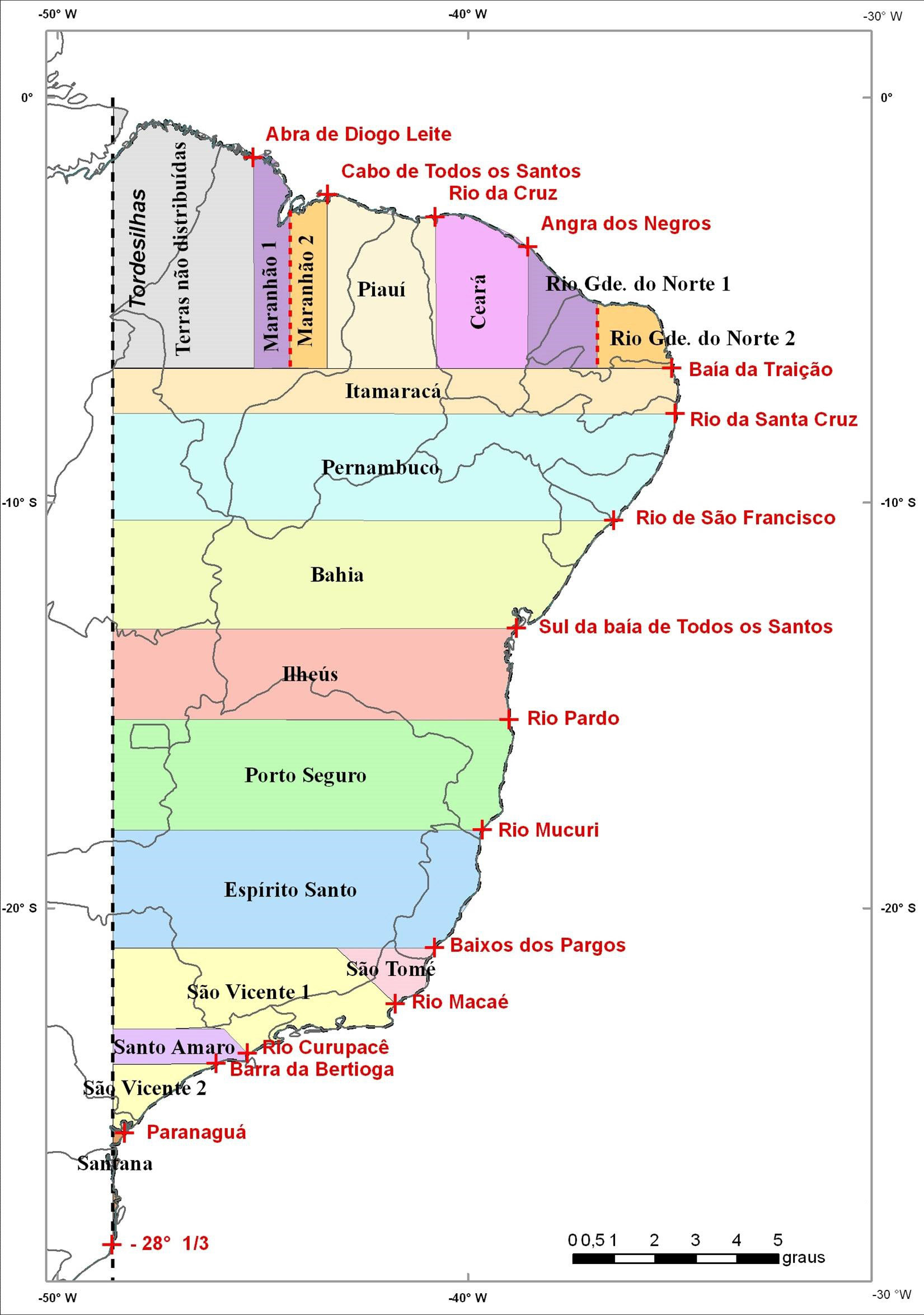
Бразильські капітанства в 1534 році

Після успішної експедиції Мартіна Афонсу ді Соуза 1530 року португальська корона вирішила заснувати на американському континенті постійні колонії. Розуміючи, що для освоєння таких віддалених колоній немає в достатній кількості ні фінансових, ні людських ресурсів, корона вирішила передати справу у приватні руки. Були залучені donatários, кожен з яких ставав власником і адміністратором капітанства.
У 1534 році король Жуан III створив капітанства, які були смужками землі, паралельними екватору, що простягалися від Атлантичного узбережжя на захід аж до лінії, яка розмежовує іспанські та португальські володіння згідно тордесільяському договору . Кожне капітанство очолювалося капітаном-мером (порт. capitão-mor — португальцем, який не обов'язково був аристократом. Два із заснованих капітанств отримали двоюрідні брати міністра фінансів Антоніо ді Атаїди (Мартін Афонсу ді Соуза і Педро Лопес ді Соуза), одне — Перу ді Гойсу (капітан експедиції Ді Соуза 1530 року), інші — довірені військові і чиновники. Кожне капітанство мало простягатися на 50 ліг із півночі на південь вздовж узбережжя, але на практиці зазвичай кордони позначалися гирлами річок, тому реальна ширина була різною. Спочатку було створено 15 капітанств, які були роздані 12 власникам.

## Заснування колоній
| Капітанство                                                     | Donatário                       | Стан до 1549 року                       |
| --------------------------------------------------------------- | ------------------------------- | --------------------------------------- |
| Капітанство Марані — 1-ша частина                               | Жуан ді Баррос / Айрес та Куньа | Закинуто                                |
| Капітанство Марані — 2-я частина (Піауї)                        | Фернанду Айварес ді Андраде     | Не було зайнято                         |
| Капітанство Сеара                                               | Антоніу Кардосо ді Баррос       | Не було зайнято                         |
| Капітанство Ріо-Гранде                                          | Жуан ді Баррос / Айрес та Куньа | Не було зайнято                         |
| Капітанство Ітамарака                                           | Перо Лопес ді Соуза             | Закинуто                                |
| Капітанство Пернамбуко                                          | Дуарте Коельо Перейра           | Процвітало                              |
| Капітанство Баїя де Тодос ос Сантос                             | Франсиско Перейра Коутиньо      | Розгромлено індіанцями і продано короні |
| Капітанство Ільєус                                              | Жоржі ді Фігейредо Коррейя      | Існувало                                |
| Капітанство Порто-Сегуру                                        | Перо Кампос ді Тоуріньо         | Існувало                                |
| Капітанство Еспіріту-Санту                                      | Васку Фернандес Коутиньо        | Існувало                                |
| Капітанство Сан-Томе                                            | Перо ді Гойс та Сілвейра        | Закинуто                                |
| Капітанство Сан-Вісенті — 1-а частина (від Параті до Кабо-Фріу) | Мартін Афонсу ді Соуза          | Не було зайнято                         |
| Капітанство Санту-Амару (від Бертіога до Параті)                | Перу Лопіш ді Соуза             | Не було зайнято                         |
| Капітанство Сан-Вісенті — 2-я частина (від Кананеа до Бертіога) | Мартін Афонсу ді Соуза          | Процвітало                              |
| Капітанство Сантана (від Кананеа до Лагуна)                     | Перо Лопес ді Соуза             | Не було зайнято                         |

З 15 освічених капітанств 6 так і не було зайнято їх власниками через фінансові труднощі, а ще 3 було покинуто після кількох років існування колоній у зв'язку із ворожістю місцевих індіанців. Найчастіше це було пов'язано з тим, що людям, які не мають коштів на створення навіть однієї колонії, надавалося відразу кілька капітанств. Так, Перо Лопес ді Соуза, будучи donatário відразу 3-х капітанств, зазнав невдачі при спробі влаштуватися в Ітамарака і залишив капітанства Сантана і Санту-Амару поза увагою. Його брат Мартін Афонсу ді Соуза вважав за краще також не розпорошувати ресурси, а зосередився на освоєнні лише південного з 2-х своїх капітанств. У подальшому його нащадки включили до свого капітанства території сусідніх Сантани і Санту-Амара, але поступилися короні частиною північного Сан-Вісенті. Власники 4-х капітанств північного берега через бідність своїх ресурсів змогли у складчину організувати лише одну колоніальну експедицію (на чолі з Айресом да Кунья), але їх колонія в Марані також зазнала краху.
Таким чином, до початок 1549 року існувало лише 5 капітанств з 15: Сан-Вісенті, Пернамбуко, Ільєус, Порто-Сегуру й Есперіто-Санто. І цілком успішними з них можна назвати тільки перші дві. Інші колонії були невеликі і перебували під постійною загрозою знищення з боку індіанців. У зв'язку з цим показова доля капітанства Баїя (Бухта всіх Святих). Так як і сусіднє Пернамбуко, колонія заснована у 1536 році, цілком успішно розвивалася в перше десятиліття свого існування. Однак через насильницьке залучення тубільців (Тупінамба) до роботи на плантаціях, у 1545 відбулося індіанське повстання. Населення колонії частково було перебито, а частково сховалося в капітанстві Порто-Сегуру. Після укладення миру з індіанцями у 1547 році, жителі Байї, які вирішили повернутися з Порто-Сегуру на колишні плантації, потрапили у кораблетрощу біля узбережжя. Небагатьох, хто вижив разом з donatário капітанства, захопили у полон і з'їли Тупінамба. Спадкоємці Франсіско Перейра Коутіньйо, зіткнувшись з трагедією, вважали за краще продати свої володіння короні.

## Запровадження генерал-губернаторства
Трагедія в Баїі викликала занепокоєння в урядових колах безпекою португальських володінь у Бразилії. Повернені короні землі вирішено було використовувати для створення спільного уряду колонії під управлінням корони. У 1549 році в Баїю був призначений Томе де Соуза, який став першим генерал-губернатором Бразилії . Разом із генерал- губернатором до колонії прибула ціла ескадра. Окрім простих обивателів і дворян тут були чиновники, військові і єзуїти . У тому ж році ними заснована перша столиця Бразилії — Салвадор . Губернаторство об'єднало 15 володінь у єдину колонію, проте капітанства продовжили існувати як одиниці адміністративного поділу колонії, керовані приватними особами.
Створення державної колонії і поява військових виявилося дуже доречним. Крім португальців до колонізації Бразилії інтерес проявляли і французи. Приватні особи регулярно відвідували береги Бразилії для придбання у індіанців фарбувального дерева — Пау-Бразил (яке дало назву усій країні). А в 1555 році вони і зовсім заснували постійне поселення в бухті Гуанабара в межах території Північного Сан-Вісенті. Не без зусиль генерал-губернатору Мем ді Са вдалося до 1567 року вигнати французів. В перебігу цієї війни дана територія була відірвана у їх володарів і на ній сформоване коронне капітанство — Ріо-де-Жанейро. Бажаючи зміцнити владу у південній частині Бразилії, генерал-губернаторство двічі (1572—1578 та 1607—1613) поділялося на дві частини: Генерал-губернаторство Баїя на півночі, і Генерал-губернаторство Ріо-де-Жанейро на півдні. Існуючі капітанства були відповідно поділені між ними. Однак в обох випадках досвід був визнаний невдалим і єдине генерал-губернаторство відновлювалося.

## Подальша доля капітанств

Бразильські штати в 1709 році

9 невдалих капітанств одне за іншим повернулися у володіння корони, оскільки їх donatário не змогли виконати умову дарування — заснування колонії. У деякі з них призначалися державні керівники. Так, вже в 1540 році призначений керуючий для Ітамараки, та реанімувати колонію цим не вдалося. І в 1574 році призначення було скасовано, а землі повернуто короні. Незважаючи на створення тут королівського капітанства, через протидію індіанців і французів, влаштуватися на цій території португальці змогли тільки наприкінці 16 століття. Безплідні землі на північ від Ітамараки зовсім виявилися занедбані на 70 років аж до створення штату Мараньян у 1621 році, після того, як португальцям вдалося присікти ще одну спробу французів заснувати колонію в Бразилії .
Порто-Сегуру і Ільясу продовжували існувати аж до середини 18 століття, але, не будучи цілком самостійними, перебували під сильним впливом генерал-губернатора в Сальвадорі. У результаті права на них були викуплені у власників у середині XVIII століття (Ільєус у 1754 році, Порто-Сегуру — в 1761) і капітанства були включені до складу провінції Баїя. Капітанство Есперіто-Санто, хоча також було залежне від Баїі, змогло проіснувати аж до початку 19 століття, оскільки вже на початку 18 століття стало королівським. Незважаючи на провал колонізації капітанства Сан-Томе, деяка португальська присутність тут була, що дозволило його власникам утримувати права на капітанство. Лише у 1619 році воно було скасовано і здебільшого приєднано до Ріо-де-Жанейро. Володарі Сан-Вісенті завдяки родинним зв'язкам із власниками капітанств Сантана і Санту-Амару, змогли включити їх території до складу свого володіння, явочним шляхом розставивши там свої факторії.

### Капітанство Пернамбуко
Капітанство Пернамбуко в деяких сенсах можна вважати найуспішнішою португальською колонією у Новому Світі і однозначно — найбагатшою. У багатьох мовах за фарбувальним деревом, що дало назву усій країні (пау-бразил) закріпилася назва Фернамбуко, що недвозначно натякає нам на перше джерело багатства колонії. Ще до утворення капітанства ці місця були найбільш значним джерелом пау-бразил і мали тимчасові факторії по його заготівлі. З утворенням постійного поселення на перше місце в економіці краю виходить культура цукрової тростини . У цілому все східне узбережжя від Ітамараки до Сан-Томе має подібні кліматичні умови і в рівній мірі підходить для його культивації, але Пернамбуко мало перед іншими капітанствами дві важливі переваги. По-перше, воно було географічно ближче за інші як до метрополії, так і до Гвінейського берега, з яких до Бразилії прибували колоністи. Тобто велика частина потоку як білих переселенців, так і чорних невільників для цукрових плантацій перехоплювало саме Пернамбуко. По-друге, на відміну від більшості інших капітанств колоністам у перші десятиліття вдавалося зберегти порівняно мирні відносини з тубільцями. Хоча в подальшому, коли колонія зміцніла, ці ж тубільці й були винищені. Для виправдання цієї акції португальці звинуватили індіанців у канібалізмі, зокрема оголосили, що єпископ Бразилії, який безвісти пропав у 1556 році після кораблетрощі, нібито потрапив до тубільців і був ними з'їдений. Пернамбуко також стала першою португальською колонією у Бразилії, яка почала з 1554 року у великих кількостях ввозити чорних невільників .
З кінця XVI століття до початку XIX, коли капітанство було роздроблене на менші частини, Пернамбуко було найбільшим світовим виробником цукру. У XVIII столітті за обсягами обороту з ним могли зрівнятися лише французьке Сан-Домінго і португальський штат Баїя (з урахуванням Ільєус і Порто-Сегуру). Володіючи такою економічною потужністю, влада і жителі Пернамбуко мало зважали на генерал-губернатора в Баїї. Так, вже в XVI столітті капітанство розширило свої плантації на південну частину колишнього капітанства Ітамарака, а в XVII—XVIII — включило у себе також Параїбу, Ріу-Гранді, Сеара і середню течію річки Сан-Франсиску . Багатство, принесене цукровою тростиною, приваблювало і мисливців за наживою — спершу це були французькі пірати, потім англійські, але найбільше значення для Пернамбуко мало голландське вторгнення 1630 року. Результатом цього вторгнення стала голландська окупація Пернамбуко і суміжних територій Бразилії від Мараньян до Баїі з 1630 по 1654 роки. Голландці були вигнані із країни у результаті повстання місцевих жителів, а також завдяки тому, що Нідерланди у цей час вели війну з Англією . Тимчасова окупація Пернамбуко призвела до скасування приватних прав на цю територію і обернення її на королівське капітанство. З іншого боку, те що звільнення від голландців відбулося силами місцевих жителів, а не метрополії, призвело до значного зростання самосвідомості пернамбукців і декількох повстань (1666 і 1710—1711) проти центральної влади та засилля приїжджих торговців. Колоніальній владі доводилося рахуватися з опозицією плантаторів Пернамбуко до 1817 року, коли після невдалого повстання від капітанства були відокремлені Сеара, Ріу-Гранді-ду-Норті, Параїба, Алагоса, а також середня течія Сан-Франсіску, передана Баїї.

### Капітанство Сан-Вісенті
Успіх капітанства Сан-Вінсенті був значною мірою забезпечений особистістю його donatário — Мартіна Афонсу ді Соуза. Ще до отримання капітанства, він був посланий з експедицією на південь Бразилії для вигнання французьких корсарів, встановлення меж володіння Португальської корони (встановлення кордону з Іспанськими володіннями) і фактичного заняття території. Під час експедиції ним за рахунок корони в 1532 році було засновано перше постійне португальське поселення в Америці — Сан-Вісенті. Коли ж справа дійшла до роздачі капітанств, він, природно, виклопотав у короля саме ці вже освоєні території як пожалування. Будучи піонером дослідження Бразилії і вельми заможною людиною, він зміг залучити досить велику кількість колоністів для переселення в Новий Світ, що дало капітанству велику фору перед іншими. Крім того, місцевий клімат був набагато м'якший, менш вологий і звичніший для португальців, ніж у будь-якому іншому місці Бразилії. Від самого початку колонія була націлена на експансію, околиці Сан-Вісенті швидко наповнилися єзуїтськими місіями, постами і селами, деякі з яких перетворювалися на міста. Уже в 1546 році засновано Сантус, у 1554 році — Сан-Пауло, у 1560 — Можі-дас-Крузіс . Так як і у всіх інших капітанств Бразилії, основною дохідною статтею Сан-Вісенті була цукрова тростина. Але плантаційне господарство, аж до введення культури кави, тут не досягали такого процвітання, як у Пернамбуко або Баії, як у зв'язку із менш придатним для цього клімату, так і в зв'язку із великою віддаленістю від шляхів сполучення . Велике значення для капітанства мала не тільки цукрова тростина, а й виробництво продовольчих культур, а також худоби — які експортувалися в інші капітанства Бразилії.
Віддаленість капітанства істотно здорожчувала не тільки вивезення колоніальних товарів у метрополію, а й доставку сюди невільників із Африки, що змушувало поселенців вишукувати місцевий ресурс — поневолювати індіанців . Після винищення індіанців узбережжя, базою для захоплення рабів до кінця 16 століття став віддалений від узбережжя Сан-Пауло. Розквіт цукрових плантацій Пернамбуко і Баїі привів до занепаду цукрових плантацій Сан-Вісенті, і більшість жителів узбережжя стали перебиратися до більш комфортних внутрішніх районів, що зробило Сан-Пауло найбільшим містом капітанства, хоча столицею аж до 1680-х залишався Сан-Вісенті. Паулісти, опинившись у ще більшій ізоляції, були у власному розпорядженні і мали значний ступінь самоврядування. У роки Іберійської унії вони розширили межі капітанства вглиб континенту, на території, що формально знаходилися у зоні іспанської колоніальної імперії, але фактично не колонізовані. Розширення здійснювалося перш за все за допомогою експедицій бандейранти . Метою експедицій було захоплення індіанців у рабство для плантацій Сан-Пауло, Сан-Вісенті і на експорт в інші капітанства. Не гребували вони задля цієї мети і нападами на сусідні іспанські місії, а точніше на єзуїтські редукції . Регулярні сутички між бандейрантами й індіанцями гуарані з єзуїтських редукцій, що понад століття створювали напруженість у двосторонніх відносинах Португалії та Іспанії, закінчилися війною гуарані, у результаті якої єзуїти були вигнані з регіону.
Завдяки діяльності бандейрантів, що засновували пости на займаних територіях, до початку 18 століття капітанство Сан-Вісенті охоплювало приблизно половину території нинішньої Бразилії — увесь Центр, Південь і Південний Схід (крім Ріо-де-Жанейро). У ході Бандейр Паулісти виявили золото у верхів'ях річок Парана і Сан-Франсіску. Звістка про золото викликала золоту лихоманку, що стала наймасовішою і тривалішою за всю історію. Відкриття золота змінило економіку Бразилії — із плантаційної колонії вона дуже швидко перетворилася на переважно гірничодобувну, зміщення економічного центру на південь призвів також і до перенесення столиці Бразилії із Салвадора до Ріо-де-Жанейро . Наплив десятків тисяч людей на копальні відразу ж викликав конфлікти Паулістів із Ембоабами (як паулісти називали всіх іноземців), що вилилася в 1707 році у відкриту війну. Після поразки малочисленних Паулістів, права на капітанство Сан-Вісенті в 1709 році були викуплені у власників, і воно було перетворене на королівське капітанство «Сан-Пауло і Мінос де Ору». У найближчі роки від нього поступово відокремилися капітанства меншого розміру:
- 1720 — Капітанство Мінас-Жерайс
- 1737 — Капітанство д'Ель-Рей, пізніше перейменоване в капітанство Сан-Педро-ду-Ріу-Гранді-ду-Сул
- 1738 — Капітанство Санта-Катаріна
- 1748 — Капітанство Гояс
- 1748 — Капітанство Мату-Гроссу

## Інші капітанства Бразилії
Окрім початкових 15 капітанств, пізніше створено ще кілька капітанств на тій же і суміжній території.
- Капітанство Тринідад — розташовувалося на однойменному острові . Donatário — Бельчіоро Карвалью (1539). Фактично не було зайнято.

Капітанство Баїя було продано короні у повному обсязі. Її власники утримали дві маленькі території, які пізніше отримали статус капітанств:
- Капітанство Ітапаріка — розташовувалося на однойменному острові навпроти Салвадора. Donatário — Антоніо де Атайд (1556 рік)
- Капітанство Парагуасу — розташовувалося близько річки Парагуасу у південній частині капітанства Баїя. Donatário — Альваро де Коста (1566 рік)

У 16 столітті, крім генерал-губернаторства в Баїї, на менш освоєних територіях створено ще кілька королівських капітанств:
- Капітанство Ріо-де-Жанейро — з північно-східної частини капітанства Сан-Вісенті (1 565)
- Капітанство Параїба — з більшої частини території капітанства Ітамарака, після його скасування (1574)
- Капітанство Сержіпі — у північній частині колишнього капітанства Баїя (1590)

Після скасування приватних прав на 4 північних капітанства, їх території на тривалий час стали ареною суперництва Португалії та Франції. Французи, маючи союзницькі відносини з тубільцями, створювали тут безліч тимчасових факторій. Португальська колонізація відновилася тут тільки з 20-х років 17 століття, після того як чисельність місцевих індіанців скоротилася у результаті воєн із португальцями і через європейські хвороби . З утворенням державного штату Мараньян відновилася і практика створення приватних капітанств на незаселених територіях, але розміри їх були набагато скромніші колишніх:
- Капітанство Кума — розташоване Тапіутепере, нині Алкантара . Donatário — Антоніу Коелью де Карвалью (1633)
- Капітанство Гурупі — розташоване в Каете, нині Браганса . Donatário — Алвару де Соуза (1634)
- Капітанство Камета — розташоване в Каметі . Donatário — Фелісіану Коелью де Карвалью (1637)
- Капітанство Кабо-Норте (північного мису) — розташоване в районі сучасного штату Амапа . Donatário — Бенту Антуніш Паренте (1637)
- Капітанство Маражо — розташоване на острові Маражо, у гирлі Амазонки. Donatário — Антоніу де Соуза де Маседу (1655)
- Капітанство Шінгу — розташоване на однойменній річці . Donatário — Гашпар де Абреу де Фрейташ (1685)

Усі ці маленькі капітанства були утворені не на території старих капітанств Мараньяо, а північніше — у зоні, прикордонній з Іспанськими володіннями, що стало можливим завдяки Іберійській унії. На території самої Бразилії нові пожалування приватним особам були винятковим явищем. Так, у 1674 статус капітанства отримали великі плантації впливового сімейства ді Са (капітанство плантацій Гоітакас), на території колишнього капітанства Сан-Томе. У 1624 році, у результаті суперечки між спадкоємцями капітанства Сан-Вісенті, його південна частина відділена в частково самостійне приватне капітанство Ітаньяен. Інші новостворені капітанства були виключно королівськими. Так, штат Мараньян був розділений на кілька менших королівських капітанств, крім 4-х старих північних капітанств (Ріу-Гранді, Сеара і 2 частини Мараньяо), що стали до цього часу королівськими, він обзавівся й іншими:
- Капітанство Пара — охоплювало басейн Амазонки (перша згадка — 1616)
- Капітанство Піауї — створено із прикордонних районів Мараньяо і Сеара й охоплювало басейн Парнаїби (1718)
- Капітанство Сан-Жозе-ду-Ріу-Негро — створено із західної частини капітанства Пара (1755)

## Кінець капітанств
Останнє капітанство у Бразилії утворено в 1808 році з метою активізації колонізації центральних районів Бразилії. Капітанство Сан-Жуан-дас-Дуас-Баррас, що охоплювало території приблизно відповідні сучасному штату Токантінс, очолив Жуакін Теотоніу Сегураду. Уже в 1814 році капітанство було скасоване.
У 1815 році було створено Сполучене королівство Португалії, Бразилії і Алгарве, і всі існуючі на той момент провінції і коронні капітанства стали провінціями королівства.